# Мануель Аморос
Мануель Аморос (фр. Manuel Amoros; нар. 1 лютого 1962, Нім) — французький футболіст, захисник.
Насамперед відомий виступами за клуби «Монако» та «Олімпік» (Марсель), а також національну збірну Франції.
П'ятиразовий чемпіон Франції. Володар Кубка Франції. Володар Суперкубка Франції. Переможець Ліги чемпіонів УЄФА. У складі збірної — чемпіон Європи.

## Клубна кар'єра
У дорослому футболі дебютував 1980 року виступами за команду клубу «Монако», в якій провів дев'ять сезонів, взявши участь у 287 матчах чемпіонату. Більшість часу, проведеного у складі «Монако», був основним гравцем захисту команди.
Своєю грою за цю команду привернув увагу представників тренерського штабу клубу «Олімпік» (Марсель), до складу якого приєднався 1989 року. Відіграв за команду з Марселя наступні чотири сезони своєї ігрової кар'єри. Граючи у складі «Олімпіка» також здебільшого виходив на поле в основному складі команди. За цей час чотири рази виборював титул чемпіона Франції, ставав переможцем Ліги чемпіонів УЄФА.
Протягом 1993–1995 років захищав кольори команди клубу «Олімпік» (Ліон).
Завершив професійну ігрову кар'єру у клубі «Олімпік» (Марсель), у складі якого вже виступав раніше. Прийшов до команди 1995 року, захищав її кольори до припинення виступів на професійному рівні у 1996 році.

### Клубна статистика. Чемпіонат та Кубки Франції. 1980—1996
| Сезон             | Клуб                | Ліга              | Чемпіонат  | Чемпіонат | Чемпіонат | Кубок Франції | Кубок Франції | Кубок Франції | Кубок Ліги | Кубок Ліги | Кубок Ліги | Суперкубок Франції | Суперкубок Франції | Суперкубок Франції |
| ----------------- | ------------------- | ----------------- | ---------- | --------- | --------- | ------------- | ------------- | ------------- | ---------- | ---------- | ---------- | ------------------ | ------------------ | ------------------ |
| Сезон             | Клуб                | Ліга              | Місце      | Матчі     | Голи      | Місце         | Матчі         | Голи          | Місце      | Матчі      | Голи       | Місце              | Матчі              | Голи               |
| 1980-81           | «Монако»            | Д1                | 4          | 18        | 0         | 1/8           | 4             | 0             | —          | —          | —          | —                  | —                  | —                  |
| 1981-82           | «Монако»            | Д1                |            | 30        | 2         | 1/8           | 5             | 0             | —          | —          | —          | —                  | —                  | —                  |
| 1982-83           | «Монако»            | Д1                | 6          | 35        | 6         | 1/8           | 3             | 0             | —          | —          | —          | —                  | —                  | —                  |
| 1983-84           | «Монако»            | Д1                |            | 35        | 8         |               | 10            | 0             | —          | —          | —          | —                  | —                  | —                  |
| 1984-85           | «Монако»            | Д1                |            | 6         | 2         |               | 9             | 1             | —          | —          | —          | *                  | 1                  | 0                  |
| 1985-86           | «Монако»            | Д1                | 9          | 28        | 2         | 1/32          | 1             | 1             | —          | —          | —          | —                  | —                  | —                  |
| 1986-87           | «Монако»            | Д1                | 5          | 34        | 4         | 1/8           | 4             | 0             | —          | —          | —          | —                  | —                  | —                  |
| 1987-88           | «Монако»            | Д1                |            | 37        | 6         | 1/16          | 2             | 0             | —          | —          | —          | —                  | —                  | —                  |
| 1988-89           | «Монако»            | Д1                |            | 34        | 6         |               | 9             | 4             | —          | —          | —          | —                  | —                  | —                  |
| 1989-90           | «Олімпік» (Марсель) | Д1                |            | 34        | 1         | 1/2           | 5             | 0             | —          | —          | —          | —                  | —                  | —                  |
| 1990-91           | «Олімпік» (Марсель) | Д1                |            | 29        | 1         |               | 6             | 0             | —          | —          | —          | —                  | —                  | —                  |
| 1991-92           | «Олімпік» (Марсель) | Д1                |            | 33        | 0         | 1/2           | 3             | 0             | —          | —          | —          | —                  | —                  | —                  |
| 1992-93           | «Олімпік» (Марсель) | Д1                | x**        | 12        | 0         | 1/4           | 3             | 0             | —          | —          | —          | —                  | —                  | —                  |
| 1993-94           | «Олімпік» (Ліон)    | Д1                | 8          | 34        | 1         | 1/16          | 1             | 0             | —          | —          | —          | —                  | —                  | —                  |
| 1994-95           | «Олімпік» (Ліон)    | Д1                |            | 32        | 2         | 1/16          | 2             | 1             | 1/8        | 1          | 0          | —                  | —                  | —                  |
| 1995-96           | «Олімпік» (Марсель) | Д2                |            | 16        | 0         | 1/2           | 5             | 0             | 1/4        | 3          | 0          | —                  | —                  | —                  |
| ВСЬОГО            | «Монако»            | Д1                | 9 сезонів  | 287       | 36        | 9 стартів     | 7             | 6             | —          | —          | —          | 1                  | 1                  | 0                  |
| ВСЬОГО            | «Олімпік» (Марсель) | Д1                | 4 сезони   | 108       | 2         | 4 старти      | 17            | 0             | —          | —          | —          | —                  | —                  | —                  |
| ВСЬОГО            | «Олімпік» (Ліон)    | Д1                | 2 сезони   | 66        | 3         | 2 старти      | 3             | 1             | 1 старт    | 1          | 0          | —                  | —                  | —                  |
| ВСЬОГО            | «Олімпік» (Марсель) | Д2                | 1 сезон    | 16        | 0         | 1 старт       | 5             | 0             | 1 старт    | 3          | 0          | —                  | —                  | —                  |
| ВСЬОГО в Д1       | ВСЬОГО в Д1         | ВСЬОГО в Д1       | 15 сезонів | 461       | 41        | 15 стартів    | 67            | 7             | 1 старт    | 1          | 0          | 1                  | 1                  | 0                  |
| ВСЬОГО за кар'єру | ВСЬОГО за кар'єру   | ВСЬОГО за кар'єру | 16 сезонів | 477       | 41        | 16 стартів    | 72            | 7             | 2 старти   | 4          | 0          | 1                  | 1                  | 0                  |

 * — у 1955—1973, 1985-86 роках приз мав назву Виклик чемпіонів (фр. Challenge des champions). Матч відбувся в Бордо 18      грудня 1985 року. «Монако» — володар Кубка Франції переміг чемпіона — місцевий клуб «Бордо». Основний та      додатковий час — 1:1, пен. — 8:7. Аморос відіграв увесь матч.
 ** — в сезоні 1992-93 «Олімпік» (Марсель) став чемпіоном. Але через корупційний скандал був позбавлений титулу.

## Єврокубки
Мануель Аморос провів 9 сезонів у клубних турнірах УЄФА, зігравши 36 ігор. Найкраще досягнення — перемога у Лізі чемпіонів 1992-93 у складі тогочасного гранда французького клубного футболу марсельського «Олімпіка». Слід відзначити також фінал Кубка чемпіонів у сезоні 1990-91 року. У поєдинку проти Црвени Звезди він єдиний не забив у серії післяматчевих пенальті..

### Статистика виступів у єврокубках
| Сезон             | Клуб                | Турнір          | Досягнення    | Матчі | Голи |
| ----------------- | ------------------- | --------------- | ------------- | ----- | ---- |
| 1981-82           | «Монако»            | Кубок УЄФА      | 1/32 фіналу   | 2     | 0    |
| 1982-83           | «Монако»            | Кубок чемпіонів | 1/16 фіналу   | 2     | 0    |
| 1984-85           | «Монако»            | Кубок УЄФА      | 1/32 фіналу   | 2     | 0    |
| 1985-86           | «Монако»            | Кубок кубків    | 1/16 фіналу   | 2     | 0    |
| 1988-89           | «Монако»            | Кубок чемпіонів | 1/4 фіналу    | 6     | 0    |
| 1989-90           | «Олімпік» (Марсель) | Кубок чемпіонів | 1/2 фіналу    | 8     | 0    |
| 1990-91           | «Олімпік» (Марсель) | Кубок чемпіонів |               | 7     | 0    |
| 1991-92           | «Олімпік» (Марсель) | Кубок чемпіонів | 1/8 фіналу    | 4     | 0    |
| 1992-93           | «Олімпік» (Марсель) | Кубок чемпіонів |               | 3     | 0    |
| ВСЬОГО            | «Монако»            | 5 євросезонів   | 5 євросезонів | 8     | 0    |
| ВСЬОГО            | «Олімпік» (Марсель) | 4 євросезони    | 4 євросезони  | 28    | 0    |
| ВСЬОГО за кар'єру | ВСЬОГО за кар'єру   | 9 євросезонів   | 9 євросезонів | 36    | 0    |

### Статистика по турнірам
| Турнір          | Сезони | Матчі | Голи |
| --------------- | ------ | ----- | ---- |
| Кубок чемпіонів | 6      | 30    | 0    |
| Кубок кубків    | 1      | 2     | 0    |
| Кубок УЄФА      | 2      | 4     | 0    |

## Виступи за збірну
Протягом кар'єри у національній команді, яка тривала понад 10 років, провів у формі головної команди країни 82 матчі, забивши 1 гол.
У 1982 році дебютував в офіційних матчах у складі національної збірної Франції. 23 лютого на Парк де Пренс у товариському матчі Франція] перемогла Італію — 2:0.
Останнім для уроженця Німа став матч групового турніру чемпіонату Європи 1992 року у Швеції. 17 червня в Мальме французи поступилися данцям 1:2. У цій грі Аморос вивів збірну на поле як капітан команди.
Єдиний м'яч у виступах за «триколірних» забив 26 червня 1986 року у матчі за третє місце на чемпіонаті світу з футболу. В мексиканському місті Пуебла Франція виграла у збірної Бельгії 4:2 у додатковий час. Четвертий гол у цій грі Мануель забив з пенальті.
На іспанському чемпіонаті світу 1982 року отримав приз «Найкращого молодого гравця».
В підсумку мексиканського «мундіалю» 1986 року увійшов до символічної збірної турніру, як один з найкращих захисників.

### Статистика матчів за збірну
| Турнір           | Матчі | Перемоги | Нічиї | Поразки | Голи |
| ---------------- | ----- | -------- | ----- | ------- | ---- |
| Товариські матчі | 37    | 19       | 12    | 6       | 0    |
| Чемпіонат Європи | 5     | 2        | 2     | 1       | 0    |
| Кваліфікація ЧЄ  | 14    | 7        | 4     | 3       | 0    |
| Чемпіонат світу  | 12    | 6        | 4     | 2       | 1    |
| Кваліфікація ЧС  | 14    | 7        | 4     | 3       | 0    |
| ВСЬОГО           | 82    | 41       | 26    | 15      | 1    |

### На чемпіонатах світу та Європи
У складі збірної був учасником:
- чемпіонату світу 1982 року в Іспанії, на якому французи посіли 4-е місце;
- чемпіонату Європи 1984 року у Франції, ставши чемпіоном.
- чемпіонату світу 1986 року в Мексиці, на якому «сині» вибороли «бронзу»;
- чемпіонату Європи 1992 року у Швеції — 6-е місце.

| Рік  | Турнір           | Місце | Матчі | Перемоги | Нічиї | Поразки | Голи |
| ---- | ---------------- | ----- | ----- | -------- | ----- | ------- | ---- |
| 1982 | Чемпіонат світу  | 4     | 4     | 2        | 2     | 1       | 0    |
| 1984 | Чемпіонат Європи |       | 2     | 2        | 0     | 0       | 0    |
| 1986 | Чемпіонат світу  |       | 7     | 4        | 2     | 1       | 1    |
| 1992 | Чемпіонат Європи | 6     | 3     | 0        | 2     | 1       | 0    |

## Титули і досягнення

### Командні
- Чемпіон Франції (5):

«Монако»: 1981-82, 1987-88
«Олімпік» (Марсель): 1989-90, 1990-91, 1991-92 (+ 1992-93 скасовано) 
- Володар Кубка Франції (1):

«Монако»: 1984-85
- Володар Суперкубка Франції (1):

«Монако»: 1985
- Переможець Ліги чемпіонів УЄФА (1):

«Олімпік» (Марсель): 1992-93
- Чемпіон Європи (1): 1984
- Бронзовий призер чемпіонату світу: 1986

### Особисті
- Французький футболіст року: 1986